# Estudis subalterns
El Grup d'Estudis Subalterns és un grup d'Àsia meridional interessat en les societats postcolonials i postimperials amb un accent especial en els del sud d'Àsia sense obviar les del món en desenvolupament en general. El terme estudis subalterns també s'aplica de manera més àmplia a altres investigadors que comparteixen molts dels seus punts de vista, conceptes i teories d'aquest grup, fundat per Ranahit Guha. Els seus treballs es publiquen a la revista Subaltern Studies. El seu enfocament d'història des de baix se centra més en el que passa entre les masses en la base de la societat que entre l'elit.
El terme "subaltern" és una al·lusió al concepte del marxista italià Antonio Gramsci (1891-1937). Literalment, es refereix a qualsevol persona o grup de gradació social o rang inferior, ja sigui per raça, classe, gènere, orientació sexual, ètnia o religió.
El grup sorgí a la dècada dels vuitanta, influenciat per Eric Stokes, per tractar de formular una nova narrativa de la història l'Índia i el Sud d'Àsia, amb mètodes crítics i oposició als discursos històrics fets sota nocions eurocentristes i els prejudicis de les elits nacionals i estrangeres, imperants fins aquell moment. Aquest mètode va ser declarat en el Manifest publicat a Subaltern Studies i en l'obra de Ranahit Guha The Elementary Aspects of Peasant Insurgency.
Crítics amb la historiografia marxista tradicional sobre la història de l'Índia —en què un país semifeudal, gràcies a la colonització britànica, s'havia desenvolupat i polititzat i, gràcies a això, havia obtingut la seva independència— s'oposen a la idea que unes elits conscients haurien inspirat a les masses a la resistència i la rebel·lió contra els britànics. En el seu lloc, se centren en les no-elits —els "subalterns"— com a agents de canvi polític i social. Per això han tingut un especial interès en els discursos i la retòrica dels moviments polítics i socials emergents, en comparació amb les accions més visibles, com manifestacions o aixecaments.
Per a Llatinoamèrica es va fundar el 1992 un grup similar liderat per John Beverley i Ileana Rodríguez. S'enfrontava també a la historiografia tradicional basada en les elits que amaga l'originalitat i la independència de les accions dels subalterns.

## Autors principals
- Dipesh Chakrabarty
- Partha Chatterjee
- Ranajit Guha
- Edward Said
- Sumit Sarkar